# Домбрувка (Воломінський повіт)
Домбрувка (пол. Dąbrówka) — село в Польщі, у гміні Домбрувка Воломінського повіту Мазовецького воєводства.
Населення — 680 осіб (2011).
У 1975-1998 роках село належало до Остроленцького воєводства.

## Демографія
Демографічна структура станом на 31 березня 2011 року:
|          | Загалом | Допрацездатний вік | Працездатний вік | Постпрацездатний вік |
| -------- | ------- | ------------------ | ---------------- | -------------------- |
| Чоловіки | 330     | 71                 | 235              | 24                   |
| Жінки    | 350     | 81                 | 216              | 53                   |
| Разом    | 680     | 152                | 451              | 77                   |